# Чемпионат России по боевому самбо 2006
Чемпионат России по боевому самбо 2006 года проходил в Москве и был посвящён 100-летию со дня рождения Анатолия Харлампиева.

## Медалисты
| Весовая категория | Золото                                    | Серебро                                     | Бронза                              |
| ----------------- | ----------------------------------------- | ------------------------------------------- | ----------------------------------- |
| до 57 кг          | Михаил Бакин Москва                       | Гусей Газиев Дагестан                       | Сахиб Мехдиев Московская область    |
| до 62 кг          | Назир Мамедалиев Дагестан                 | Ахмед Ибрагимов Дагестан                    | Шамиль Османов Москва               |
| до 68 кг          | Нафис Юсупов Санкт-Петербург              | Владимир Рудаков Санкт-Петербург            | Магомед Ибрагимов Дагестан          |
| до 74 кг          | Магомед Якубов Дагестан                   | Магомед Магомедов Дагестан                  | Вячеслав Королёв Ростов-на-Дону     |
| до 82 кг          | Сергей Баль Санкт-Петербург               | Денис Семёнов Мурманская область            | Виталий Нагорный Мурманская область |
| до 90 кг          | Александр Зубачёв Калининградская область | Расул Магомедалиев Дагестан                 | Марат Курахмаев Дагестан            |
| свыше 90 кг       | Эльдар Алиев Дагестан                     | Виктор Мартиновский Калининградская область | Николай Оникиенко Москва            |

## Командный зачёт
1. Дагестан;
2. Санкт-Петербург;
3. Москва.